# حديقة حيوان العريش
حديقة حيوان العريش ، هي إحدى حدائق الحيوان في مصر وتتبع الادارة المركزية لحدائق الحيوان.

## فيسبوك
- رابطة اوار  على فيسبوك.
- Help rescue animals in Egypt Zoos  على فيسبوك.
- الهيئة العامة للخدمات البيطرية بجمهورية مصر العربية  على فيسبوك.

## وصلات خارجية
- بالصور.. حديقة حيوان العريش تجسيد للإهمال ، اليوم السابع في 4 أغسطس 2009
- الأمطار تحد من زوار حديقة حيوان العريش في أول أيام العيد ، دنيا الوطن في 7 نوفمبر 2011
- حديقة الحيوان.. علي طريق التطوير  ، الأهرام في 31 يناير 2010
- تذاكر موحدة ومضاعفة لحديقة الحيوان ، المصري اليوم في 21 يناير 2010
- إنقاذ3 تماسيح في العريش ، الأهرام في 25 أبريل 2007